# Deńhy
Deńhy (ukr. Деньги) – wieś na Ukrainie, w obwodzie czerkaskim, w rejonie złotonoskim, w hromadzie Złotonosza. W 2001 liczyła 1326 mieszkańców, spośród których 1265 wskazało jako ojczysty język ukraiński, 49 rosyjski, 3 rumuński, 1 białoruski, 4 ormiański, 1 jidysz, a 1 inny.